# Quartier de la Salpêtrière
Koordinaten: 48° 50′ N, 2° 22′ O
Das Quartier de la Salpêtrière ist das 49. der 80 Quartiers (Stadtviertel) im 13. Arrondissement von Paris.

Die Stadtviertel im 13. Arrondissement

## Lage
Das Stadtviertel wird folgendermaßen begrenzt:
- im Norden: Boulevard Saint-Marcel, Boulevard de l’Hôpital
- im Osten: Seine
- im Süden: Boulevard Vincent Auriol
- im Westen: Avenue des Gobelins

## Sehenswürdigkeiten
- Hôpital de la Salpêtrière
- Bahnhof Paris-Austerlitz
- Quai d’Austerlitz